# Ilchester
Ilchester is een civil parish in het bestuurlijke gebied South Somerset, in het Engelse graafschap Somerset met 2153 inwoners.

## Geboren
- Roger Bacon (ca.1214-ca.1294), wetenschapper

## Galerij

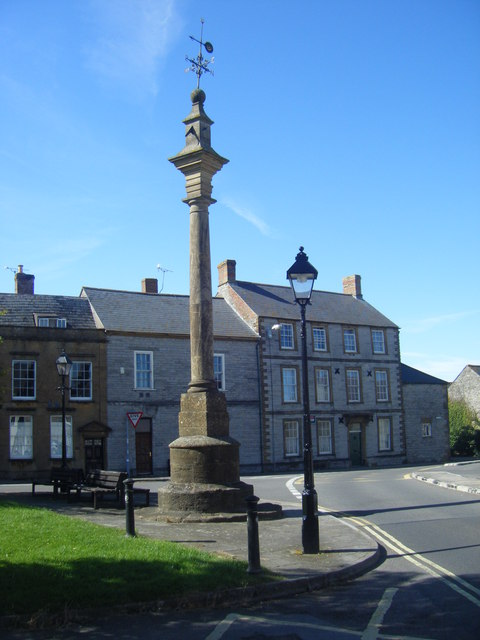
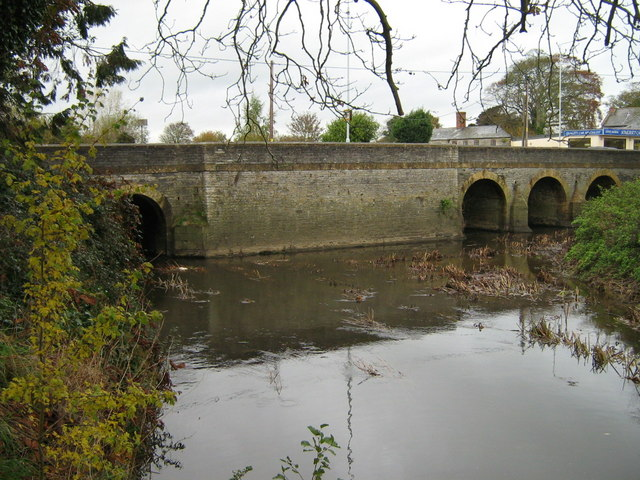
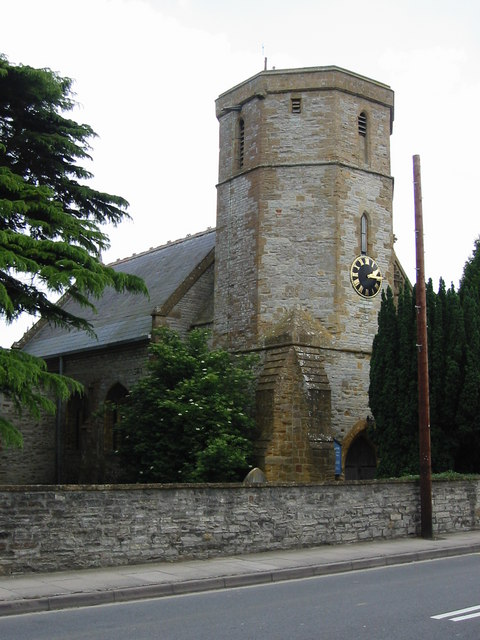